# 대리석도마뱀붙이속
대리석도마뱀붙이속(Christinus)은 호주 남부 지역에 자생하는 도마뱀붙이과의 일속이며 대리석도마뱀붙이류(marbled geckos)라 불린다. 이 도마뱀붙이류의 대리석무늬는 불그스름한 갈색, 회색, 은색, 흰색, 검은색, 보라색 색조로 이루어진다. 오래된 나무옹이에서 흔히 발견되며, 도시 환경에서는 때때로 많은 수가 모여산다.
이 속의 학명은 명명자들의 친구 크리스틴 빅스(Christine Biggs)의 이름을 따서 지어졌다.

## 분류
대리석도마뱀붙이속은 1984년에 웰즈(Wells)와 웰링턴(Wellington)이 최초로 기술했으며, 그레이는 1845년에 모식종을 Diplodactylus marmoratus 로서 발표하였다. 이들은 불란제의 Phyllodactylus guentheri (C. guentheri) 에 대한 기술에 기반하여 Ridegekko 속을 만들어냈는데, 이는 나중에 출판된 문헌에서는 쓰이지 않았다. 이 속은 섬 개체군과 남부 본토 개체군의 두 종을 거느린다고 기술되었다. 후자 C. marmoratus는 둘 이상의 아종을 거느린다. 아종 Christinus marmoratus alexanderi (스토르(:en:Glen Storr))는 나중에 종으로 승격되었다.

## 하위
- C. alexanderi (널러버 평원(en:Nullarbor Plain) 토착)
- C. guentheri, (로드하우섬(:en:Lord howe island), 노퍽섬 토착)
- C. marmoratus, (주로 남부 본토, 북서부 본토와 섬들)
  - C. m. macrodactylus
  - C. m. marmoratus